# 威洛班克鎮區 (北達科他州拉穆爾縣)
威洛班克鎮區（英語：Willowbank Township）是位於美國北達科他州拉穆爾縣的一個鎮區。

## 地方資料
威洛班克鎮區的面積為93.54平方千米，當中陸地面積為93.47平方千米，而水域面積為0.07平方千米。根據2020年美國人口普查的數據，當地共有人口160人，而人口密度為每平方千米1.71人。